# Kupfermuckn
Die Kupfermuckn ist eine oberösterreichische Straßenzeitung. Sie wird im Stadtgebiet von Linz, Wels und Steyr verkauft. Der Begriff Kupfermuckn stammt aus dem Wortschatz Wohnungsloser und bedeutet ein Schlafplatz oder ein Unterschlupf in einem verlassenen Gebäude oder einer Hütte.

## Geschichte
1996 veranstaltete der Verein Arbeitsgemeinschaft für Obdachlose eine Schreibwerkstatt. Die Ergebnisse dieser Schreibwerkstatt wurden zu einer Zeitung zusammengefasst, welche in der Linzer Innenstadt verteilt wurde. Aufgrund der Nachfrage wurde die Zeitung anfangs vierteljährlich fortgesetzt und erscheint seit 2002 monatlich. 2010 wurden übers Jahr rund 200.000 Exemplare verkauft.

## Auszeichnungen
- 2002 Interkulturpreis Oberösterreich
- 2003 Menschenrechtspreis des Landes Oberösterreich
- 2011 Street Paper Award in der Kategorie Best Cover[1]

## Organisation
Der Betrieb der Kupfermuckn wird von einem hauptamtlichen Team organisiert und aus Eigenerlösen, Subventionen von Land Oberösterreich und der Stadt Linz sowie speziellen Kulturförderungen und Spenden finanziert.
Obdachlose Menschen an und Menschen unter der Armutsgrenze und Angestellte der Arbeitsgemeinschaft für Obdachlose arbeiten gemeinsam an diesem Projekt.